# 四氯化铱
四氯化铱是一种无机化合物，化学式为IrCl4，为水溶性的暗褐色无定形固体。四氯化铱的结构未得到准确表征，分子中会含有少量水和氯铱(IV)酸。它用于制备催化剂，如Henbest催化剂，可用于环己酮的转移氢化反应。